# Матера
Матера (итал. Matera) град је у јужној Италији. Матера је средиште истоименог округа Матера у оквиру италијанске покрајине Базиликата.
Стари део Матере је захваљујући веома древном градитељству уврштен на списак светске баштине УНЕСКОа. За ово градитељство се сматра да је истоветно оном из времена касне праисторије.

## Природне одлике
Град Матера налази се у јужном делу Италије, на 65 км јужно од Барија. Град се налази на знатној надморској висини (око 400 м н. в.) у јужном делу Апенина (област Луканских Апенина). Град је постављен на брегу изнад долине потока Гравине.

## Географија
| Клима (Матера)           | Клима (Матера) | Клима (Матера) | Клима (Матера) | Клима (Матера) | Клима (Матера) | Клима (Матера) | Клима (Матера) | Клима (Матера) | Клима (Матера) | Клима (Матера) | Клима (Матера) | Клима (Матера) | Клима (Матера) |
| Показатељ \ Месец        | .Јан.          | .Феб.          | .Мар.          | .Апр.          | .Мај.          | .Јун.          | .Јул.          | .Авг.          | .Сеп.          | .Окт.          | .Нов.          | .Дец.          | .Год.          |
| ------------------------ | -------------- | -------------- | -------------- | -------------- | -------------- | -------------- | -------------- | -------------- | -------------- | -------------- | -------------- | -------------- | -------------- |
| Средњи максимум, °C (°F) | 9,1 (48,4)     | 10,2 (50,4)    | 12,8 (55)      | 17,1 (62,8)    | 21,9 (71,4)    | 27,2 (81)      | 30,5 (86,9)    | 31,3 (88,3)    | 26,7 (80,1)    | 20,3 (68,5)    | 15,1 (59,2)    | 11,6 (52,9)    | 31,3 (88,3)    |
| Средњи минимум, °C (°F)  | 2,9 (37,2)     | 2,9 (37,2)     | 5,1 (41,2)     | 8,0 (46,4)     | 11,7 (53,1)    | 15,8 (60,4)    | 18,4 (65,1)    | 19,0 (66,2)    | 16,0 (60,8)    | 11,7 (53,1)    | 8,3 (46,9)     | 5,2 (41,4)     | 2,9 (37,2)     |
| [ тражи се извор ]       |                |                |                |                |                |                |                |                |                |                |                |                |                |

## Становништво
Према резултатима пописа становништва 2011. у општини је живело 59.796 становника.
| 1931.  | 1936.  | 1951.  | 1961.  | 1971.  | 1981.  | 1991.  | 2001.  | 2011.  |
| ------ | ------ | ------ | ------ | ------ | ------ | ------ | ------ | ------ |
| 20.163 | 22.069 | 30.390 | 38.562 | 44.513 | 50.712 | 54.919 | 57.785 | 59.796 |

Матера данас има око 60.000 становника, махом Италијана. Последњих деценија број становника у граду расте.

## Партнерски градови
- Виђевано

## Галерија
- Древна боравишта
- Некадашње куће
- Градска катедрала
- Древна улица